# Т-розфарбування

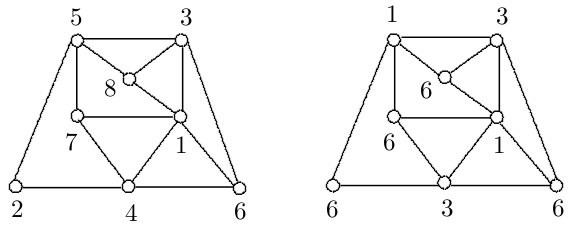
Два T-розфарбування графа для T = {0, 1, 4}

T-розфарбування графа {\displaystyle G=(V,E)}, задане множиною T невід'ємних цілих, що містить 0, — це функція {\displaystyle c:V(G)\rightarrow \mathbb {N} }, яка відображає кожну вершину графа G у додатне ціле (колір) так, що {\displaystyle (u,w)\in E(G)\Rightarrow \left|c(u)-c(w)\right|\notin T}. Простими словами, абсолютне значення різниці між двома кольорами суміжних вершин повинно не належати фіксованій множині T. Концепцію запропонував Вільям К. Гейл. Якщо T = {0}, це зводиться до звичайного розфарбування вершин.
Додаткове розфарбування T-розфарбування c, яке позначається як {\displaystyle {\overline {c}}}, визначається для кожної вершини v графа G як{\displaystyle {\overline {c}}(v)=s+1-c(v)}де s — найбільший номер кольору, призначений вершині графа G функцією c.

## T-хроматичне число
T-хроматичне число {\displaystyle \chi _{T}(G)} — це число кольорів, які можуть бути використані для T-розфарбування графа G. T-хроматичне число дорівнює хроматичному числу{\displaystyle \chi _{T}(G)=\chi (G)}.

### Доведення
Будь-яке T-розфарбування графа G є також розфарбуванням вершин графа G, так що {\displaystyle \chi _{T}(G)\geqslant \chi (G)}. Припустимо, що {\displaystyle \chi (G)=k} і {\displaystyle r=max(T)}.
Якщо дана функція k-розфарбування вершин {\displaystyle c:V(G)\rightarrow \mathbb {N} } с у кольори 1, 2,..,k.
Ми визначимо {\displaystyle d:V(G)\rightarrow \mathbb {N} } як:
{\displaystyle d(v)=(r+1)c(v)}.
Для будь-яких двох суміжних вершин u і w графа G
{\displaystyle \left|d(u)-d(w)\right|=\left|(r+1)c(u)-(r+1)c(w)\right|}
{\displaystyle =(r+1)\left|c(u)-c(w)\right|\geqslant r+1},
так що {\displaystyle \left|d(u)-d(w)\right|\notin T}.
Таким чином, d є T-розфарбуванням графа G. Оскільки d використовує k кольорів, {\displaystyle \chi _{T}(G)\leqslant k=\chi (G)}.
Отже, {\displaystyle \chi _{T}(G)=\chi (G)} ■

## T-розмах
Для T-розфарбування c графа G, c-розмах {\displaystyle sp_{T}(c)=\max\{|c(u)-c(w)|\}} по всім {\displaystyle uw\in } V(G).
T-розмах {\displaystyle sp_{T}(G)} графа G — це {\displaystyle \min\{sp_{T}(c)\}} усіх розфарбовувань c графа G
Деякі межі T-розмаху наведені нижче: Для будь-якого k-розфарбування графа G з клікою розміру {\displaystyle \omega } і будь-якою скінченною множиною T невід'ємних цілих чисел, що містить 0, {\displaystyle sp_{T}(K_{\omega })\leqslant sp_{T}(G)\leqslant sp_{T}(K_{k})}.
Для будь-якого графа G і будь-якої скінченної множини T невід'ємних цілих чисел, що містить 0, найбільшим елементом якого є r, {\displaystyle sp_{T}(G)\leqslant (\chi (G)-1)(r+1)}, {\displaystyle \chi _{T}(G)=\chi (G)}.
Для будь-якого графа G і будь-якої скінченної множини T невід'ємних цілих чисел, що містить 0, потужність якої дорівнює t, {\displaystyle sp_{T}(G)\leqslant (\chi (G)-1)t}. {\displaystyle \chi _{T}(G)=\chi (G)}.